# Leptosphaerulina chartarum
Leptosphaerulina chartarum är en lavart som beskrevs av Cec. Roux 1986. Leptosphaerulina chartarum ingår i släktet Leptosphaerulina, ordningen Pleosporales, klassen Dothideomycetes, divisionen sporsäcksvampar och riket svampar.   Inga underarter finns listade i Catalogue of Life.